# Dyoplax
Dyoplax is een geslacht van uitgestorven pseudosuchide archosauriërs, mogelijk een erpetosuchide. Er zijn fossielen gevonden in de typelocatie in de bovenste Schilfsandstein-formatie in Stuttgart, Duitsland. Het holotype-exemplaar, SMNS 4760, was een natuurlijk afgietsel van een bijna compleet skelet, een halve meter lang, dat alleen delen van de staart- en ledemaatbeenderen miste. Het was in 1866 door de steenwerker Treiber gevonden aan de voet van de Sonnenberg, in de Leins’scher Steinbruch nabij de oude stadspoort van Stuttgart. Het lag eerst in de bedoeling de soort Archegosaurus dyoplax te noemen en de soortaanduiding, de 'dubbel gepantserde' als verwijzing naar de dubbele rij paramediane osteodermen, werd de geslachtsnaam. De soortaanduiding arenaceus betekent 'de zandige', als verwijzing naar de zandsteen.

## Classificatie
Oscar Fraas, in 1867 de oorspronkelijke benoemer van Dyoplax, beschreef het exemplaar als 'het hoofd van een hagedis en het pantser van een gaviaal'. Toen het taxon Pseudosuchia voor het eerst werd voorgesteld in 1890, werd Dyoplax beschouwd als een van de drie geslachten binnen de clade en werd het opgenomen in de familie Aetosauridae. Verschillende andere artikelen die in latere jaren zijn gepubliceerd, hebben het geslacht ook binnen Pseudosuchia geplaatst. In 1956 werd het geslacht aangeduid als lid van de Notochampsidae, nu bekend als Protosuchidae. Er werd in 1966 gesuggereerd dat het een mogelijke erpetosuchide was, maar werd later in 1994 geclassificeerd als een van de vroegste protosuchiden.
In datzelfde jaar werd een artikel gepubliceerd, waarin verschillende synamomorfieën werden geïdentificeerd die kenmerkend zijn voor de clade Aetosauria. Dit bevestigde dat Dyoplax niet binnen de orde van Aetosauria viel, zoals eerder werd gespeculeerd, omdat vier van de vijf synapomorfieën die met Aetosauria verbonden zijn, ontbraken.
Een in 1998 gepubliceerd artikel door Spencer et al. beschouwde Dyoplax als vallend binnen Sphenosuchia, een graad van basale crocodylomorfen. De auteurs beweerden dat alle synapomorfieën die aanwezig zijn in Crocodylomorpha, zoals gedefinieerd in 1992 door Sereno & Wild, aanwezig waren bij Dyoplax. Ze concludeerden verder dat het geslacht de meeste synapomorfieën van de Sphenosuchia deelde, waarbij alleen het gevorkte achterste uitsteeksel van het squamosum ontbrak. Op basis hiervan concludeerden de auteurs dat er voldoende bewijs was om Dyoplax binnen Sphenosuchia te plaatsen. De leeftijd van het exemplaar in de lagen zou Dyoplax tot de oudste sphenosuchiër maken die destijds bekend was, en dateren van vóór andere geslachten uit het Laat-Carnien waarvan ooit werd gedacht dat ze de oudste leden van Sphenosuchia waren, zoals Hesperosuchus en Parrishia. Maisch, Matzke en Rathgeber (2013) twijfelden echter aan de plaatsing van Dyoplax binnen de Crocodylomorpha en voerden aan dat hij belangrijke craniale en postcraniale kenmerken deelde met Erpetosuchus; de auteurs hebben Dyoplax voorlopig opnieuw toegewezen aan de Erpetosuchidae.

## Paleoecologie
De Shilfsandstein-formatie werd afgezet tijdens het Vroeg-Carnien van het Laat-Trias (~ 228 miljoen jaar geleden) in een lagune-paleohabitat. Talloze tweekleppigen, chondrichthyide vissen zoals Palaeobates, trematosauriden temnospondylen zoals Metoposaurus, een phytosauriër en planten zoals Neocalamites en Equisetites waren ook aanwezig in de toen bestaande paleohabitat.